# Saint-Vivien, Dordogne
Saint-Vivien är en kommun i departementet Dordogne i regionen Nouvelle-Aquitaine i sydvästra Frankrike. Kommunen ligger i kantonen Vélines som tillhör arrondissementet Bergerac. År 2022 hade Saint-Vivien 238 invånare.

## Befolkningsutveckling
Antalet invånare i kommunen Saint-Vivien
Referens:INSEE